# Ротунда (Клуж)
Ротунда (рум. Rotunda) — село у повіті Клуж в Румунії. Входить до складу комуни Буза.
Село розташоване на відстані 310 км на північний захід від Бухареста, 48 км на схід від Клуж-Напоки.

## Населення
За даними перепису населення 2002 року у селі проживали 176 осіб.
Національний склад населення села:
| Національність | Кількість осіб | Відсоток |
| -------------- | -------------- | -------- |
| румуни         | 100            | 56,8%    |
| угорці         | 76             | 43,2%    |

Рідною мовою назвали:
| Мова      | Кількість осіб | Відсоток |
| --------- | -------------- | -------- |
| румунська | 100            | 56,8%    |
| угорська  | 76             | 43,2%    |